# U-118号潜艇 (1918年)
陛下之118号潜艇是德意志帝国海军建造的UE-II型远程布雷潜艇或称U艇的二号艇。它由汉堡的伏尔铿船厂承建，于1918年2月23日下水，至同年5月8日交付使用。U-118号是在第一次世界大战期间服役的329艘德国潜艇之一，曾参加过大西洋潜艇战。在其仅有的一次巡逻中，共击沉2艘英国商船，容积总吨为10439吨。战后，U-118号于1919年4月15日被引渡至法国途中，在黑斯廷斯海滩搁浅，其艇体此后被就地拆解报废。

## 设计
1916年春天，基于既有的UE-I型潜艇在适航性和速度方面存在重大缺陷，且极易发生故障，德意志帝国海军潜艇监察局（Inspektion des U-Bootwesens）启动了名为第45号方案的千吨级布雷潜艇设计工程，即UE-II型潜艇。新方案是UE-I型和双壳体U-115至U-116型的综合体，其艏部结构几乎是完全照搬了后者的设计，艉部的耐压壳体则必须设计为椭圆形，以容纳大型水雷贮存舱。
U-118号是UE-II型潜艇的二号艇。其全长为81.52米，舷宽7.42米；有4.22米的吃水深度。艇只的水上排水量为1164吨，水下为1572吨。它搭载有可在水上使用的两台猛狮六缸四冲程柴油发动机，总功率为2,400匹公制馬力（1,765千瓦特）；以及可在水下使用的西门子-舒克特双电动发电机，总功率为1,200匹公制馬力（883千瓦特）。这些发动机用以驱动双轴、每根轴各一个直径1.61米长的螺旋桨。其潜航深度为75米。
U-118号在水上的最高速度可达14.7節（27.2每小時），在水下的最高航速则为7節（13每小時）。它可以8節（15每小時）的速度在水上巡航13,900海里（25,700），或以4.5節（8.3每小時）的速度在水下巡航35海里（65）。与UE-I型类似，该艇的布雷装置也是由水雷布放管和贮存台架组成，两个3层台架最多可贮存42枚UC200型水雷，水雷舱占据艇体后部约四分之一的舱段。此外，通过上层构造左右两舷的耐压装载舱还可额外贮存30枚水雷，它们通过专用导轨输送至水雷舱。出于自卫需要，U-118号也配有四具艇艏鱼雷发射管，并可携带至多14枚鱼雷；作为辅助武器的甲板炮则是一门150毫米45倍径速射炮。其标准船员编制为4名军官及36名水兵。

## 历史
U-118号是由德意志帝国海军作为L项战时订单（Kriegsauftrag L）的一部分，于1916年5月27日向汉堡的伏尔铿船厂订购，建造编号为92。艇体自1917年2月9日开建，1918年2月23日下水，至1918年5月8日在首任暨唯一一任艇长、海军上尉赫伯特·施托瓦塞尔的指挥下正式交付使用。完成海试后，U-118号被编入驻黑尔戈兰岛的第一潜艇区舰队服役，并一直隶属于该部队直至战争结束。
第一次世界大战期间，U-118号仅在北大西洋东部执行过一次巡逻，共击沉2艘英国商船，容积总吨为10439吨。它的首个战功于1918年9月16日取得。在比亚诺角西北约175海里（324）处，U-118号发射鱼雷击沉了容积总吨为5600吨、正从纽波特前往那不勒斯的煤船惠灵顿号（Wellington）。接下来的一个月，即1918年10月2日，U-118号的第二艘也是最后一艘猎物——载重4839总吨的油轮阿卡号（Arca）在托里岛西北约40海里（74）处被击沉。
U-118号在战争中幸存了下来，没有被击沉。战后，根据对德停战协议的要求，它于1919年2月23日被引渡至英国哈维奇正式投降，然后按计划将移交法国。然而当1919年4月15日凌晨，在与UB-121号一同被转运至布雷斯特的途中，船队遭遇暴风雨。U-118号的缆绳断裂，于大约00:45分左右在萨塞克斯郡的黑斯廷斯海滩上搁浅，恰好位于皇后酒店（Queens Hotel）的正前方。在战后时期，拖缆断裂的情况并不罕见。资料显示仅1921年便有多达16艘潜艇在前往报废的途中丢失。它们有一部分是为了保险欺诈，尤其是在战后时期，钢铁价格低迷，因此报废几乎无利可图，导致一些潜艇被直接致沉。
最初，有人试图转移受损的U-118号。三辆拖拉机致力于让潜艇重新浮起，一艘法国驱逐舰则试图用舰炮把潜艇炸开。所有努力都未能奏效，并且由于潜艇紧邻公众海滩和皇后酒店，因此无法使用炸药。搁浅的U-118号就此成为一个热门的旅游景点，仅1919年复活节期间，便有成千上万的人前往黑斯廷斯专程参观。它受当地海岸警卫站的管辖，英国海军部允许市镇委员会向登上甲板的游客收取少量费用。这一活动持续了两周，期间该镇增加了近300英镑（相当于2021年的1.49万英镑）的收入，以补贴对从战争中归来的士兵的欢迎活动。
海岸警卫队的两名成员，首席船工威廉·希尔德和大副W·摩尔，带领重要的访客参观了潜艇内部。4月下旬，由于这两名海岸警卫队成员相继病危，探访活动被缩减。艇内腐烂的食物起初被视为患病主因，但两人的情况却持续恶化。摩尔于1919年12月不治，随后希尔德于1920年2月去世。一项调查结果表明，是一种有毒气体——可能是潜艇损坏的蓄电池释放出的氯气，导致了两人的肺部和脑部脓肿。
尽管对U-118号内部的参观已经停止，但游客们仍然获准在潜艇旁边或甲板上拍照。随着越来越多的孩童每天晚上在残骸上玩耍，以及通过向艇体投掷石块来制造噪音，英国海军部于1919年秋天作出了报废的决定，并将艇体残骸以2200英镑的价格售予詹姆斯疏浚公司，但该艇直至1921年才在海滩上拆解。黑斯廷斯市政当局原本留下甲板炮作展品，但后者却在一次暴风雨中被冲走。当两年后被重新寻获时，当局决定不再作修复。U-118号的部分龙骨可能至今仍埋在沙滩内。

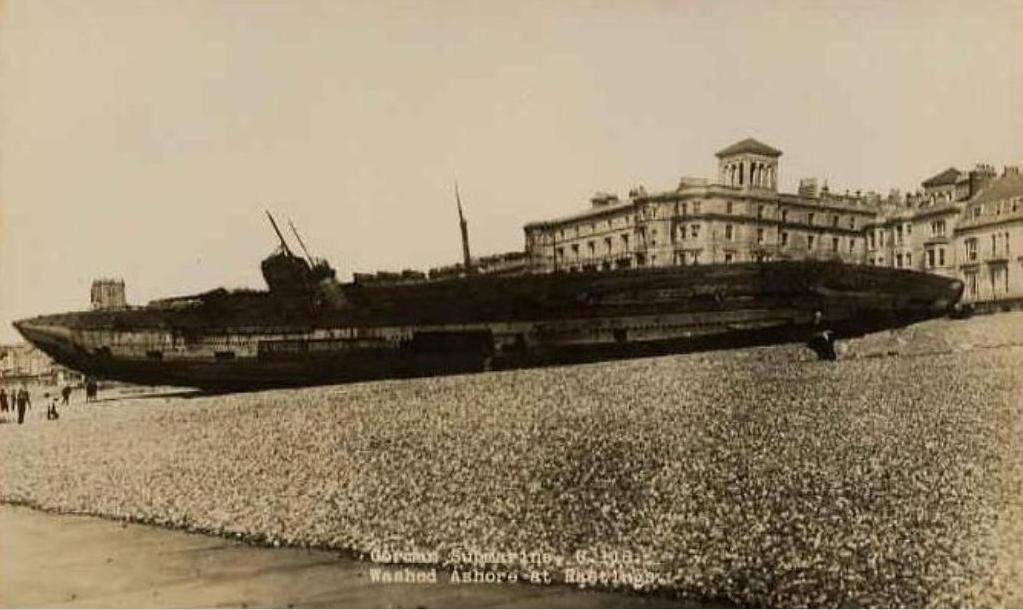
印有U-118号被冲上岸的明信片
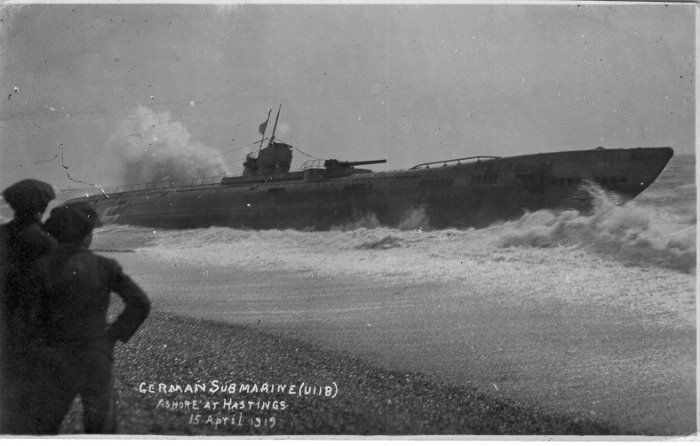
U-118号在黑斯廷斯搁浅后不久
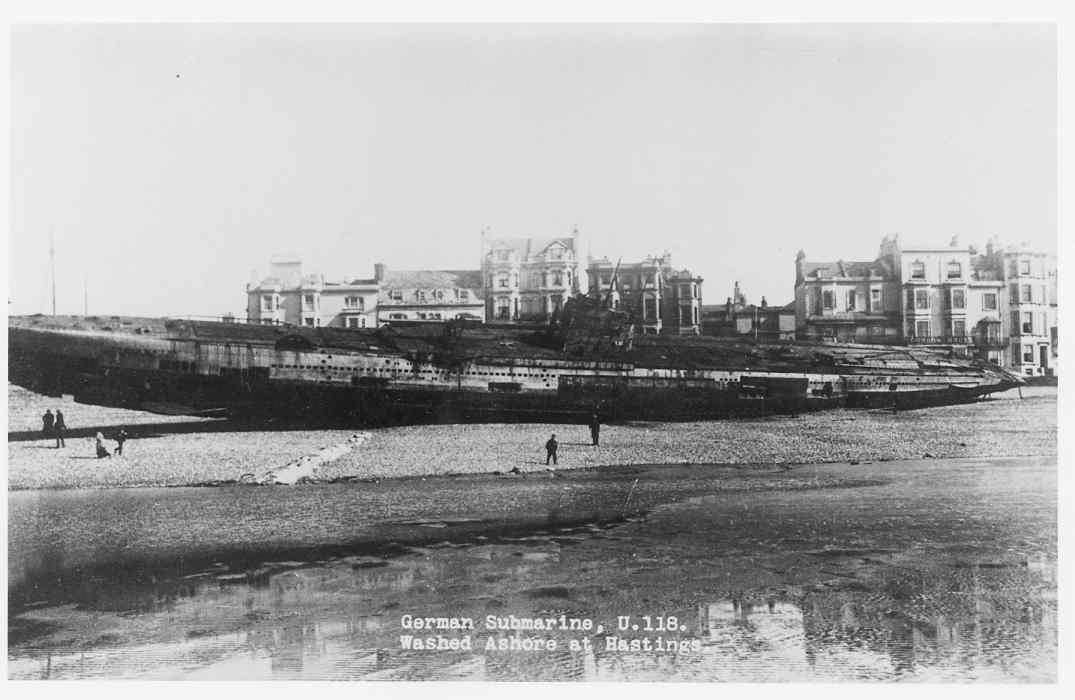
皇后酒店前的U-118号地面视图
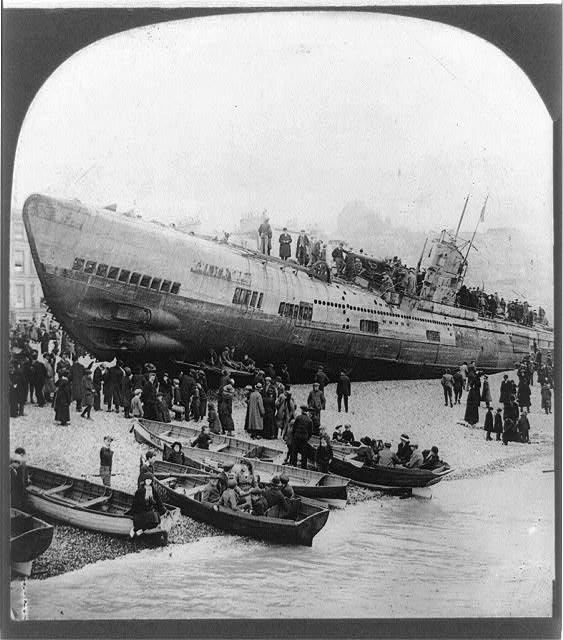
U-118号挤满了游客
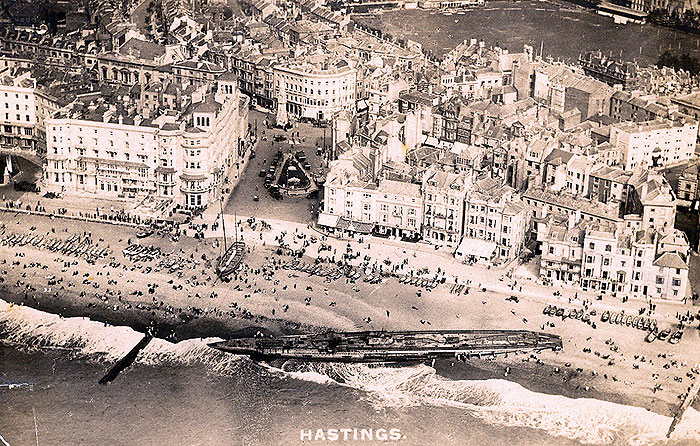
皇后酒店前的U-118号鸟瞰图
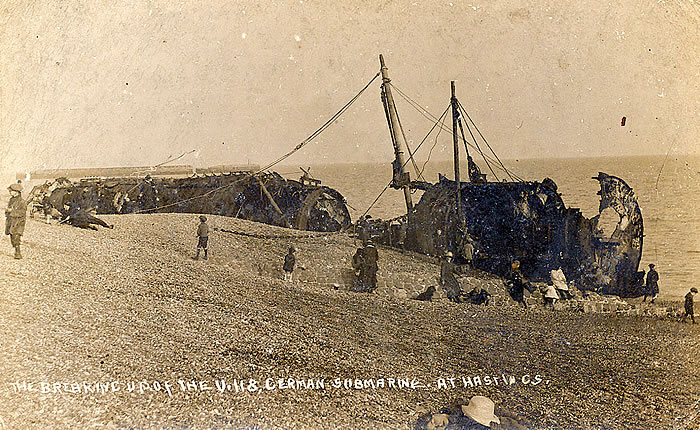
正在拆解的U-118号

## 袭击历史摘要
| 日期          | 船名     | 船籍 | 吨位 （容积总吨） | 结局 |
| ------------- | -------- | ---- | ----------------- | ---- |
| 1918年9月16日 | 惠灵顿号 | 英国 | 5600              | 击沉 |
| 1918年10月2日 | 阿卡号   | 英国 | 4839              | 击沉 |

## 脚注
1. 1 2  Helgason, Guðmundur. . German and Austrian U-boats of World War I - Kaiserliche Marine - Uboat.net.   [2021-12-22].
2. 1 2 3  Gröner 1991，第15頁.
3. 1 2  Helgason, Guðmundur. . German and Austrian U-boats of World War I - Kaiserliche Marine - Uboat.net.   [2016-04-30].
4. 1 2  陈进，第140頁.
5. ↑  Herzog，第136頁.
6. ↑  Helgason, Guðmundur. . German and Austrian U-boats of World War I - Kaiserliche Marine - Uboat.net.   [2021-12-22].
7. ↑  Helgason, Guðmundur. . German and Austrian U-boats of World War I - Kaiserliche Marine - Uboat.net.   [2021-12-22].
8. ↑  . 20min.ch. 2016-03-13  [2021-02-22]. （原始内容存档于2021-12-22）.
9. ↑   . Divernet. （原始内容存档于2009-06-28）.
10. 1 2  . Wrecksite.   [2021-02-22]. （原始内容存档于2020-11-20）.
11. ↑  .   [2010-01-24]. （原始内容存档于2020-11-06）.
12. ↑  Dodson & Cant，第22, 24, 96–98,125頁.
13. ↑  .   [2010-01-24]. （原始内容存档于2010-02-25）.
14. ↑  Helgason, Guðmundur. . German and Austrian U-boats of World War I - Kaiserliche Marine - Uboat.net.   [2015-01-26].